# Roger Howarth
Roger Howarth (Condado de Westchester, 13 de Setembro de 1968) é um ator estadunidense.

## Filmografia

### Televisão
- 2008 As the World Turns como Paul Ryan
- 2003 Dawson's Creek como Prof. Greg Hetson
- 2001 One Life to Live como Todd Manning
- 1998 Prey como Randall Lynch
- 1992 Guiding Light como Jory Andros
- 1992 Loving como Kent Winslow